# Michalina Łabacz

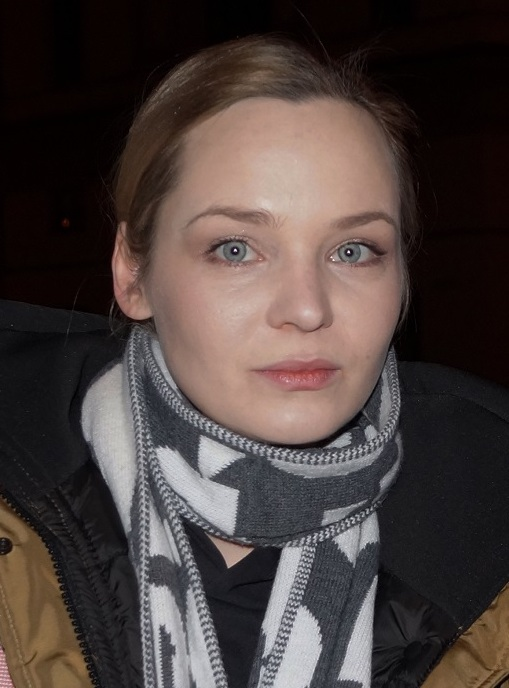
Michalina Łabacz im Jahr 2019

Michalina Łabacz (* 1992 in Suwałki, Polen) ist eine polnische Schauspielerin.

## Leben
Michalina Łabacz wurde 1992 in Suwałki geboren, einer Stadt im Nordosten Polens ganz in der Nähe zur litauischen Grenze. Sie ging in die Maria-Konopnicka-Schule, in ihrer Kindheit spielte sie in einer Band namens Beciaki. Im dritten Anlauf gelang es ihr 2014, an der Aleksander-Zelwerowicz-Theaterakademie Warschau aufgenommen zu werden. Noch in ihrem ersten Jahr an der Akademie wurde sie von Regisseur Wojciech Smarzowski für die Hauptrolle in dem Film Sommer 1943 – Das Ende der Unschuld (im Original Wołyń) ausgewählt, was für sie ihre erste Filmrolle bedeutete. In dem Kriegsdrama spielt sie eine junge Polin, die in einen Ukrainer verliebt ist, aber mit einem älteren Witwer verheiratet wird. Dafür erhielt sie eine Nominierung für den Polnischen Filmpreis als Beste Hauptdarstellerin und wurde für die Rolle beim Polnischen Filmfestival Gdynia in der Kategorie Bestes Schauspieldebüt ausgezeichnet.
2018 schloss sie ihr Studium erfolgreich ab. Seit 2017 ist sie Mitglied im Schauspielensemble des Polnischen Nationaltheaters (Teatr Narodowy) in Warschau. Hier spielte sie seitdem Rollen in Stücken von William Shakespeare, Ödön von Horváth, Anton Pawlowitsch Tschechow, Georg Büchner, Fjodor Michailowitsch Dostojewski oder Maxim Gorki. Neben ihrer Theatertätigkeit tritt sie vor allem in Fernsehserien auf, unter anderem Pod powierzchnia und Molly. 2021 spielte sie eine Hauptrolle in dem Film Wesele.

## Filmografie
- 2016: Sommer 1943 – Das Ende der Unschuld (Wołyń)
- 2018–2019: Pod powierzchnia (Fernsehserie, 10 Folgen)
- 2020: Molly (Fernsehserie, 8 Folgen)
- 2021: Wesele

## Auszeichnungen
- 2016: Polnisches Filmfestival Gdynia – Bestes Schauspieldebüt (in dem Film Sommer 1943 – Das Ende der Unschuld [Wołyń])